# روز دیدنی
روز دیدنی فیلمی به کارگردانی و نویسندگی فرزین مهدی پور محصول سال ۱۳۷۳ است.

## خلاصه داستان
جوانی پس از آن که از زندان آزاد می‌شود، سعی می‌کند تا شغل سابق خود را در شرکت به دست آورد. اما در مراجعه، متوجه می‌شود که مدیر شرکت فوت کرده و دخترش ریاست شرکت را عهده‌دار شده است. او در اولین برخورد با مدیر جدید دچار اختلاف می‌شود...

## بازیگران
- جمشید هاشم‌پور
- حبیب اسماعیلی
- افسانه بایگان
- چنگیز وثوقی
- اکبر زنجانپور
- ثریا حکمت
- نعمت‌الله گرجی
- هوشنگ دیبائیان
- منوچهر افسری